# Marko Panić
Marko Panić, né le 10 mars 1991 à Jajce, est un joueur de handball bosnien évoluant au Wisła Płock et en équipe nationale bosnienne.
S'il évolue préférentiellement au poste d'arrière droit en tant que gaucher, il possède la particularité d'être ambidextre.

## Palmarès

### En club
Compétitions nationales
- Vainqueur de la Coupe de Bosnie-Herzégovine (2) : 2006/07, 2010/11
- Vainqueur du Trophée des champions (1) : 2013
- Vainqueur du Championnat de Biélorussie (1) : 2020

Compétitions internationales
- Demi-finaliste de la Coupe EHF en 2016